# Mount Jimmy Jimmy
Mount Jimmy Jimmy är ett berg i Kanada.   Det ligger i provinsen British Columbia, i den sydvästra delen av landet, 3 600 km väster om huvudstaden Ottawa. Toppen på Mount Jimmy Jimmy är 2 190 meter över havet.
Terrängen runt Mount Jimmy Jimmy är huvudsakligen bergig, men åt sydväst är den kuperad.Runt Mount Jimmy Jimmy är det mycket glesbefolkat, med 3 invånare per kvadratkilometer.. Det finns inga samhällen i närheten.
Trakten runt Mount Jimmy Jimmy är permanent täckt av is och snö.